# 28
Il 28 (XXVIII in numeri romani) è un anno bisestile del I secolo.

## Eventi

### Impero romano
- Le legioni romane stanziate in Germania vengono trasferite nella base navale di Flevum (l'odierna Velsen, in Olanda Settentrionale), allo scopo di organizzare una  campagna contro i Frisi. Questi ultimi decidono quindi di stringere con Roma un trattato in cui promettono di non invadere il territorio ad occidente del Reno.

### Asia
- Daru sale al trono del regno di Baekje (nella penisola coreana).

## Nati
- 15 giugno - Imperatore Ming, imperatore cinese († 75)
- Erode Agrippa II, re
- Berenice di Cilicia, principessa romana

## Calendario
| Calendario 28 | Calendario 28 | Calendario 28 | Calendario 28 | Calendario 28 | Calendario 28 | Calendario 28 | Calendario 28 | Calendario 28 | Calendario 28 | Calendario 28 | Calendario 28 | Calendario 28 | Calendario 28 | Calendario 28 | Calendario 28 | Calendario 28 | Calendario 28 | Calendario 28 | Calendario 28 | Calendario 28 | Calendario 28 | Calendario 28 | Calendario 28 | Calendario 28 | Calendario 28 | Calendario 28 | Calendario 28 | Calendario 28 | Calendario 28 | Calendario 28 | Calendario 28 | Calendario 28 |
| ------------- | ------------- | ------------- | ------------- | ------------- | ------------- | ------------- | ------------- | ------------- | ------------- | ------------- | ------------- | ------------- | ------------- | ------------- | ------------- | ------------- | ------------- | ------------- | ------------- | ------------- | ------------- | ------------- | ------------- | ------------- | ------------- | ------------- | ------------- | ------------- | ------------- | ------------- | ------------- | ------------- |
|               | 1             | 2             | 3             | 4             | 5             | 6             | 7             | 8             | 9             | 10            | 11            | 12            | 13            | 14            | 15            | 16            | 17            | 18            | 19            | 20            | 21            | 22            | 23            | 24            | 25            | 26            | 27            | 28            | 29            | 30            | 31            |               |
| Gennaio       | Gi            | Ve            | Sa            | Do            | Lu            | Ma            | Me            | Gi            | Ve            | Sa            | Do            | Lu            | Ma            | Me            | Gi            | Ve            | Sa            | Do            | Lu            | Ma            | Me            | Gi            | Ve            | Sa            | Do            | Lu            | Ma            | Me            | Gi            | Ve            | Sa            |               |
| Febbraio      | Do            | Lu            | Ma            | Me            | Gi            | Ve            | Sa            | Do            | Lu            | Ma            | Me            | Gi            | Ve            | Sa            | Do            | Lu            | Ma            | Me            | Gi            | Ve            | Sa            | Do            | Lu            | Ma            | Me            | Gi            | Ve            | Sa            | Do            |               |               |               |
| Marzo         | Lu            | Ma            | Me            | Gi            | Ve            | Sa            | Do            | Lu            | Ma            | Me            | Gi            | Ve            | Sa            | Do            | Lu            | Ma            | Me            | Gi            | Ve            | Sa            | Do            | Lu            | Ma            | Me            | Gi            | Ve            | Sa            | Do            | Lu            | Ma            | Me            |               |
| Aprile        | Gi            | Ve            | Sa            | Do            | Lu            | Ma            | Me            | Gi            | Ve            | Sa            | Do            | Lu            | Ma            | Me            | Gi            | Ve            | Sa            | Do            | Lu            | Ma            | Me            | Gi            | Ve            | Sa            | Do            | Lu            | Ma            | Me            | Gi            | Ve            |               |               |
| Maggio        | Sa            | Do            | Lu            | Ma            | Me            | Gi            | Ve            | Sa            | Do            | Lu            | Ma            | Me            | Gi            | Ve            | Sa            | Do            | Lu            | Ma            | Me            | Gi            | Ve            | Sa            | Do            | Lu            | Ma            | Me            | Gi            | Ve            | Sa            | Do            | Lu            |               |
| Giugno        | Ma            | Me            | Gi            | Ve            | Sa            | Do            | Lu            | Ma            | Me            | Gi            | Ve            | Sa            | Do            | Lu            | Ma            | Me            | Gi            | Ve            | Sa            | Do            | Lu            | Ma            | Me            | Gi            | Ve            | Sa            | Do            | Lu            | Ma            | Me            |               |               |
| Luglio        | Gi            | Ve            | Sa            | Do            | Lu            | Ma            | Me            | Gi            | Ve            | Sa            | Do            | Lu            | Ma            | Me            | Gi            | Ve            | Sa            | Do            | Lu            | Ma            | Me            | Gi            | Ve            | Sa            | Do            | Lu            | Ma            | Me            | Gi            | Ve            | Sa            |               |
| Agosto        | Do            | Lu            | Ma            | Me            | Gi            | Ve            | Sa            | Do            | Lu            | Ma            | Me            | Gi            | Ve            | Sa            | Do            | Lu            | Ma            | Me            | Gi            | Ve            | Sa            | Do            | Lu            | Ma            | Me            | Gi            | Ve            | Sa            | Do            | Lu            | Ma            |               |
| Settembre     | Me            | Gi            | Ve            | Sa            | Do            | Lu            | Ma            | Me            | Gi            | Ve            | Sa            | Do            | Lu            | Ma            | Me            | Gi            | Ve            | Sa            | Do            | Lu            | Ma            | Me            | Gi            | Ve            | Sa            | Do            | Lu            | Ma            | Me            | Gi            |               |               |
| Ottobre       | Ve            | Sa            | Do            | Lu            | Ma            | Me            | Gi            | Ve            | Sa            | Do            | Lu            | Ma            | Me            | Gi            | Ve            | Sa            | Do            | Lu            | Ma            | Me            | Gi            | Ve            | Sa            | Do            | Lu            | Ma            | Me            | Gi            | Ve            | Sa            | Do            |               |
| Novembre      | Lu            | Ma            | Me            | Gi            | Ve            | Sa            | Do            | Lu            | Ma            | Me            | Gi            | Ve            | Sa            | Do            | Lu            | Ma            | Me            | Gi            | Ve            | Sa            | Do            | Lu            | Ma            | Me            | Gi            | Ve            | Sa            | Do            | Lu            | Ma            |               |               |
| Dicembre      | Me            | Gi            | Ve            | Sa            | Do            | Lu            | Ma            | Me            | Gi            | Ve            | Sa            | Do            | Lu            | Ma            | Me            | Gi            | Ve            | Sa            | Do            | Lu            | Ma            | Me            | Gi            | Ve            | Sa            | Do            | Lu            | Ma            | Me            | Gi            | Ve            |               |